# Izabela Elżbieta Czartoryska
Izabela Elżbieta Czartoryska (ur. 26 sierpnia 1671 w Warszawie, zm. 24 lutego 1758 w Warszawie) – córka Jana Andrzeja Morsztyna i Marii Katarzyny Gordon.
W 1693 r. wyszła za mąż za Kazimierza Czartoryskiego. Opowiadała się, jak mąż, za kandydaturą księcia Franciszka Ludwika Burbon-Conti na króla Polski.
W 1736 założyła w Warszawie pierwszy salon polityczny, gdzie spotykali się politycy i naradzała „familia”. Kobiety odgrywały znaczną rolę w tych naradach.
Miała pięcioro dzieci:
- Michał Fryderyk Czartoryski (1696–1775)
- August Aleksander Czartoryski (1697–1782)
- Konstancja Czartoryska (1700–1759), matka Stanisława Augusta Poniatowskiego
- Ludwika Elżbieta Czartoryska (1703–1745)
- Teodor Kazimierz Czartoryski (1704–1768)